# Шимановци
Шимановци су насељено место у општини Пећинци, у Сремском округу, у Србији. Према попису из 2022. било је 3.073 становника.

## Географија
Место је 28 km удаљено од Београда.

## Историја
Верује се да су Шимановци добили име по личном имену Шишман I, који је очигледно био у вези с Угрин Чак. Први пут се помињу 1385. године, а прва црква у селу се помиње 1756. године. Према попису из 1910. године у селу је живело 2.002 становника.
По завршетку Другог светског рата Шимановци су били у саставу земунског среза да би 1955. била формирана општина која је припала срезу Стара Пазова. Потом су припали срезу Сремска Митровица, а укидањем срезова су укључени у општину Пећинци.
Шимановци се налазе на 25. километара од Београда и само 10. километара од међународног аеродрома Никола Тесла. Убрзани развој је започео формирањем индустријских зона у којима су бројне домаће и стране компаније изградиле своје погоне. У Угарској, смрћу цара Јована Ненада, његове присталице незадовољне статусом као и већи део српског народа прелазе 1527. године у Срем под вођством Радослава Челника и Суботе Врлића. Они признају турску власт, постају вазали, добијају положаје, привилегије, ту и остају. У Шимановцима вероватно су насељени војници цара Јована Ненада, али њихова презимена у турским пописима из друге половине XVI века нису као ова садашња, осим презимена Радић и Бојић која су постојала на пописима 1800. и 1870. године. Извесни Никола Радић 1570. године био је кнез села, а породица Бојић је била у кумовским везама са породицом Ћирковић док су живели у Шимановцима.
Велики рат одлучен је битком код Сланкамена 19. августа 1691. године у којој аустро-немачка војска, под командом грофа Лудвига Вилхелма Баденског потукла турску војску на брду Михаљевац, непосредно поред Сланкамена. Учествовало је око 10.000 Срба. На бојишту је остало око 20.000 настрадалих турских војника, 18 паша и сам везир Мустафа Ћуприлић.
Цар Леополд I одговара новом привилегијом, и већ сутрадан после битке 20. августа 1691. године проширује права Срба и цркве као награду за победу.
У част ове победе је после 101 године на вису изнад Сланкамена подигнут споменик висок 16 метара. Том приликом певао је и хор којим је дириговао Стеван Мокрањац, а на споменику су уклесане речи стихова Змај Јове Јовановића: „И хвала и слава јунацима врлим, падом уздигнутим, смрћу неумрлим“. Турска се поново престројава и консолидује војску и у наставку „Великог рата“ у близини Сенте 11. септембра 1697. године одиграла се велика битка између аустријске и турске војске. Под командом Еугена Савојског, аустријска војска нанела је тежак пораз турској војсци са којом је командовао сам султан Мустафа II. Турска је била близу победе али успешном тактиком су разбијени и тада је погинуло 27 паша, јаничарски ага, велики везир и 30.000 војника. Султан је са 2.000 коњаника успео да побегне у Темишвар. Ратни плен је био огроман: 72 топа, 52.400 ђулади, 553 бомбе, 505 буради барута, 6.000 кола муниције и хране, 5.000 коња, 6.000 камила, 12.000 волова и бивола, и још разне робе која је подељена као плен војницима. Овом победом Аустрија је створила повољне услове за Карловачки мир 1699. године. Нове границе у Срему ишле су линијом од Сланкамена, Марадика, Руме, Митровице, Лаћарка и до ушћа Босута и Раче. Срби учесници битке, искусни граничари из Лике, Славоније, Босне и Кордуна, насељавају ослобођену територију северног Срема као претходница убрзаном формирању војне границе и у овом делу аустријске монархије.
Доњи Срем као и Шимановци остали су још 20 година под Турском. У том периоду постоје три записа о селу Шимуновци 1713. 1714. и 1716. године у тефтерима митрополита Мојсија Петровића и односе се на мештане по именима, без презимена: Ђорђе, Арсеније, Ранислав, Живан, Божа, Ђура, Вујица, Миладин и њиховим прилозима за цркву, обавезама према турској власти и дугови према јеврејском трговцу. По именима се може закључити да су Срби, али презимена су непозната и не зна се тачно дали су они преци данашњих становника Шимановаца.
Мир је нарушен и у мају 1716. године, започет је нови, варадински рат против Турске, великом битком на пољу Визирцу који се налази између Сремских Карловаца, Петроварадина и Буковца и у августу исте године потучена је Турска војска. Учествовали су Срби из разних крајева аустријске монархије и Угарске и један број се трајно населио у Доњем Срему. Последњи Турски војник је напустио Срем 1717. године, после 196 година владања, али су оставили дубок траг пре свега у језику и турцизмима (око 6.500 речи) који су одомаћени и данас их несвесно сматрамо својим матерњим језиком. Пример: бећар, бекрија, боја, бостан, бунар, буразер, вуруна, дуд, деда, дирек, ђувегија, јадац, јорган, јуриш, кафана, кајмак, кашика, копиле, кутија, лула, лоповлук, леш, маказе, мусака, олук, оџак, папуча, парче, ракија, сапун, топ, ћебе, улар, чакшире, чокот, чобан, шећер, алат, бадава, ћуфте, ђувеч, сабајле, муштулук, зорт, јендек, џада, мур, букач, адет...
Рат је завршен миром у Пожаревцу 21. јула 1718. године и Турци губе цео Срем, Темишвар, Банат и Београд са северном Србијом. Овај велики тридесетпетогодишњи непрекидни ратни вихор испретурао је народе Балкана, Подунавља и Посавља, више пута разне војске су прошле Банатом, Бачком а поготово Сремом уништавајући градове и села и остављајући страшну пустош.
Утврђено је пописом Срема од 1722. године да постоји 22 насеља и 30 пустара (ненасељених места) у које спадају и Шимановци, Крњешевци, Товарник, Угриновци, Ашања, Бечмен, Товарник и Угриновци. Од 1718. до 1728. године држава Аустрија управља Земунским спахилуком, обнавља путеве и куће и потом све продаје Фридриху Карлу, грофу од Шенборна за 60.000 франака. Шимановци 1736. године нису још били насељени, према државном попису, али убрзо после годину-две враћају се стари и долазе нови становници и село има тек неколико породица.
Пуна војна граница у доњем Срему се успоставља 1745. године, а породица Грофа од Шенборна задржава управу над Шимановцима и још 11 села. Пописом од 1746. године утврђено је да у Шимановцима има само 21 домаћинство. Поред Саве ницали су високи чардаци – осматрачнице на растојању “пола сата“ хода и где се стража обављала и дању и ноћу. У насељеним местима (Војка, Шимановци, Купиново, Бољевци итд.) изграђиване су велике војне касарне и полигони за вежбање. Дисциплина и покорност граничара одржавала се суровим казнама, некада горим од инквизиције и турских мучења. Упамћена је казна када кажњеник, војник или мештанин, мора да легне преко клупе, која се звала „лемеш“, испред касарне, на раскршћу, и да му јавно други војник „поштено“ удара батине. Тако је и настао израз „излемати га“.
Породица Грофа од Шенборна продаје своје властелинство Георгију Бернату 1753. године за 36.000 форинти, а надгледање и даље врши Данијел Сеп, који је то обављао и раније. Село Шимановци се увећава и пописом од: 1756. године има 40 кућа, 1766. године има 73 куће ,1774. године има 88 кућа и 1791. године има 93 куће и већ 1.017 становника.
Од 1770. до 1775. године из околине Звољена у Словачкој, под вођством професора Јана Бона досељавају се у Срем прве породице сиромашних и обесправљених Словака, прво 98 породица у Стару Пазову, касније 1832. године у Бољевце, 1861. године у Добановце и Ашању, и у мањем броју у Сурчин, Јаково, Купиново, Угриновце и Шимановце. За разлику од ратоборних и преких Срба, Словаци су били радан, тих и скроман народ, вешт у пољопривреди и занатству, од којих се имало шта научити.
Године 1775. у Шимановцима раде две школе на немачком и српском језику што позитивно утиче на писменост и општи европски културни ниво становништва.
Овде се налазе Српска православна црква Светог Николе у Шимановцима и Кућа Атанацковић Илије у Шимановцима.
У Шимановцима има 50 фабрика са 3200 запослених.

## Црква
У југоисточном делу Срема у току 15. века породица српских деспота Бранковића подигла је и два манастира који припадају ларви Фрушкогорских манастира. Манастир Обед подигнут је у близини Купинова, у самој Обедској бари у ком се замонашила Деспотица Ангелина, пореклом из чувене хришћанске албанске породице Аријанита, жена слепог Деспота Стевана Бранковића, мајка Ђорђа и Јована, српска светица, а у Срему од милоште названа Мајка Ангелина. По доласку у Срем 1486. године Ангелина подиже у Купинову, садашњу цркву Светог Луке, у којој су биле мошти посвећеном Свецу, али у току Другог светског рата мистериозно нестају. Манастир Фенек, са црквом Свете Параскеве, или Свете Петке, подигнут је између села Бољеваца и Јакова, на пар километара од реке Саве, спомиње се први пут 1563. године у писаним документима. Фенек својим положајем, у каснијем периоду, има велики политичко-историјски значај, у њему бораве у више наврата, будуће вође I српског устанка, сам Карађорђе, на саветовањима и припремама за устанак. У мемоарима проте Матије Ненадовића је забележен сусрет у манастиру Фенек кнеза ваљевске нахије Ј. Ненадовића са царем Јосипом у вези устанка и будућих односа Србије и Аустријске царевине. Манастир је у више наврата током 20. века био тешко оштећен, чак авио бомбардован у Априлском рату 1941. године, касније је опљачкана богата ризница, вредна библиотека и цео комплекс запаљен од стране усташа.
Године 1791. после детаљних урбанистичких измена центра Шимановаца, уз велику вољу, напор и трошак свих мештана, почиње се са градњом садашње цркве Светог Николе у барокном стилу који је тада доминантан у архитектури и западних и источних хришћанских цркава. Иконостас реже мајстор Марко Вујатовић 1814. године и завршно осликавање 1822. године ради земунски сликар Константин Лекић. Према „домовном попису“ од 1800. године у то време у селу је било укупно само 92. насељена домаћинстава и 4 празна, са око 1.090 мештана који су за сва времена изградили и оставили објекат вредан поштовања свим будућим генерацијама.

## Демографија
У насељу Шимановци живи 2650 пунолетних становника, а просечна старост становништва износи 38,6 година (37,8 код мушкараца и 39,5 код жена). У насељу има 1078 домаћинстава, а просечан број чланова по домаћинству је 3,11.
Ово насеље је великим делом насељено Србима (према попису из 2002. године), а у последња три пописа, примећен је пораст у броју становника.
- 1910: 2.002

|  |

| Демографија | Демографија | Демографија |
| Година      | Становника  | Становника  |
| ----------- | ----------- | ----------- |
| 1948.       | 1.888       |             |
| 1953.       | 1.835       |             |
| 1961.       | 1.824       |             |
| 1971.       | 1.767       |             |
| 1981.       | 2.376       |             |
| 1991.       | 2.586       | 2.536       |
| 2002.       | 3.358       | 3.480       |

| Етнички састав према попису из 2002.‍ | Етнички састав према попису из 2002.‍ | Етнички састав према попису из 2002.‍ | Етнички састав према попису из 2002.‍ | Етнички састав према попису из 2002.‍ |
| ------------------------------------ | ------------------------------------ | ------------------------------------ | ------------------------------------ | ------------------------------------ |
|                                      |                                      |                                      |                                      |                                      |
| Срби                                 | Срби                                 |                                      | 3.028                                | 90,17%                               |
| Роми                                 | Роми                                 |                                      | 83                                   | 2,47%                                |
| Југословени                          | Југословени                          |                                      | 40                                   | 1,19%                                |
| Црногорци                            | Црногорци                            |                                      | 31                                   | 0,92%                                |
| Словаци                              | Словаци                              |                                      | 26                                   | 0,77%                                |
| Хрвати                               | Хрвати                               |                                      | 16                                   | 0,47%                                |
| Македонци                            | Македонци                            |                                      | 14                                   | 0,41%                                |
| Горанци                              | Горанци                              |                                      | 9                                    | 0,26%                                |
| Муслимани                            | Муслимани                            |                                      | 6                                    | 0,17%                                |
| Мађари                               | Мађари                               |                                      | 5                                    | 0,14%                                |
| Русини                               | Русини                               |                                      | 4                                    | 0,11%                                |
| Словенци                             | Словенци                             |                                      | 3                                    | 0,08%                                |
| Руси                                 | Руси                                 |                                      | 3                                    | 0,08%                                |
| Бугари                               | Бугари                               |                                      | 3                                    | 0,08%                                |
| Чеси                                 | Чеси                                 |                                      | 1                                    | 0,02%                                |
| Украјинци                            | Украјинци                            |                                      | 1                                    | 0,02%                                |
| Румуни                               | Румуни                               |                                      | 1                                    | 0,02%                                |
| непознато                            | непознато                            |                                      | 13                                   | 0,38%                                |

| Година пописа     | 1948. | 1953. | 1961. | 1971. | 1981. | 1991. | 2002. |
| ----------------- | ----- | ----- | ----- | ----- | ----- | ----- | ----- |
| Број домаћинстава | 417   | 429   | 481   | 502   | 705   | 793   | 1.078 |

| Број чланова      | 1   | 2   | 3   | 4   | 5   | 6  | 7  | 8 | 9 | 10 и више | Просек |
| ----------------- | --- | --- | --- | --- | --- | -- | -- | - | - | --------- | ------ |
| Број домаћинстава | 188 | 247 | 203 | 246 | 112 | 59 | 17 | 5 | 1 | 0         | 3,11   |

| Пол    | Укупно | Неожењен/Неудата | Ожењен/Удата | Удовац/Удовица | Разведен/Разведена | Непознато |
| ------ | ------ | ---------------- | ------------ | -------------- | ------------------ | --------- |
| Мушки  | 1.400  | 432              | 880          | 63             | 24                 | 1         |
| Женски | 1.419  | 279              | 879          | 201            | 54                 | 6         |
| УКУПНО | 2.819  | 711              | 1.759        | 264            | 78                 | 7         |

| Пол    | Укупно                    | Пољопривреда, лов и шумарство | Рибарство                            | Вађење руде и камена | Прерађивачка индустрија       |
| ------ | ------------------------- | ----------------------------- | ------------------------------------ | -------------------- | ----------------------------- |
| Мушки  | 697                       | 147                           | 1                                    | 2                    | 179                           |
| Женски | 443                       | 83                            | 0                                    | 1                    | 96                            |
| УКУПНО | 1.140                     | 230                           | 1                                    | 3                    | 275                           |
| Пол    | Производња и снабдевање   | Грађевинарство                | Трговина                             | Хотели и ресторани   | Саобраћај, складиштење и везе |
| Мушки  | 9                         | 57                            | 91                                   | 12                   | 46                            |
| Женски | 0                         | 4                             | 89                                   | 14                   | 7                             |
| УКУПНО | 9                         | 61                            | 180                                  | 26                   | 53                            |
| Пол    | Финансијско посредовање   | Некретнине                    | Државна управа и одбрана             | Образовање           | Здравствени и социјални рад   |
| Мушки  | 3                         | 21                            | 24                                   | 6                    | 16                            |
| Женски | 1                         | 16                            | 9                                    | 35                   | 52                            |
| УКУПНО | 4                         | 37                            | 33                                   | 41                   | 68                            |
| Пол    | Остале услужне активности | Приватна домаћинства          | Екстериторијалне организације и тела | Непознато            | Непознато                     |
| Мушки  | 12                        | 0                             | 0                                    | 71                   | 71                            |
| Женски | 17                        | 0                             | 0                                    | 19                   | 19                            |
| УКУПНО | 29                        | 0                             | 0                                    | 90                   | 90                            |

## Привреда
Шимановци су, користећи свој одличан географски и саобраћајни положај, постали лидер у привлачењу директних инвестиција јер су удаљени само 25 км од Београда и 15 км од међународног аеродрома „Никола Тесла“. Кроз место пролази ауто-пут Е-70 који је крак европског коридора X.
Шимановци су последњих година постали велико градилиште многих великих компанија. У индустријској зони у Шимановцима је (до 2007) саграђено или се гради 28 објеката, међу којима су филмски студио Пинка и фабрике: „ЈУБ боја“, „Донкафе“, „Норд цук“, „Форнети“ и многе друге.